# Coppa Intercontinentale 1986 (calcio)
La Coppa Intercontinentale 1986 (denominata anche Toyota Cup 1986 per ragioni di sponsorizzazione) è stata la venticinquesima edizione del trofeo riservato alle squadre vincitrici della Coppa dei Campioni e della Coppa Libertadores.

## Avvenimenti
Per la prima volta a rappresentare il calcio europeo ci fu una formazione del blocco comunista, la Steaua Bucarest, vincitrice a sorpresa della Coppa dei Campioni 1985-1986, che sfidò gli argentini del River Plate, vincitori della Coppa Libertadores.

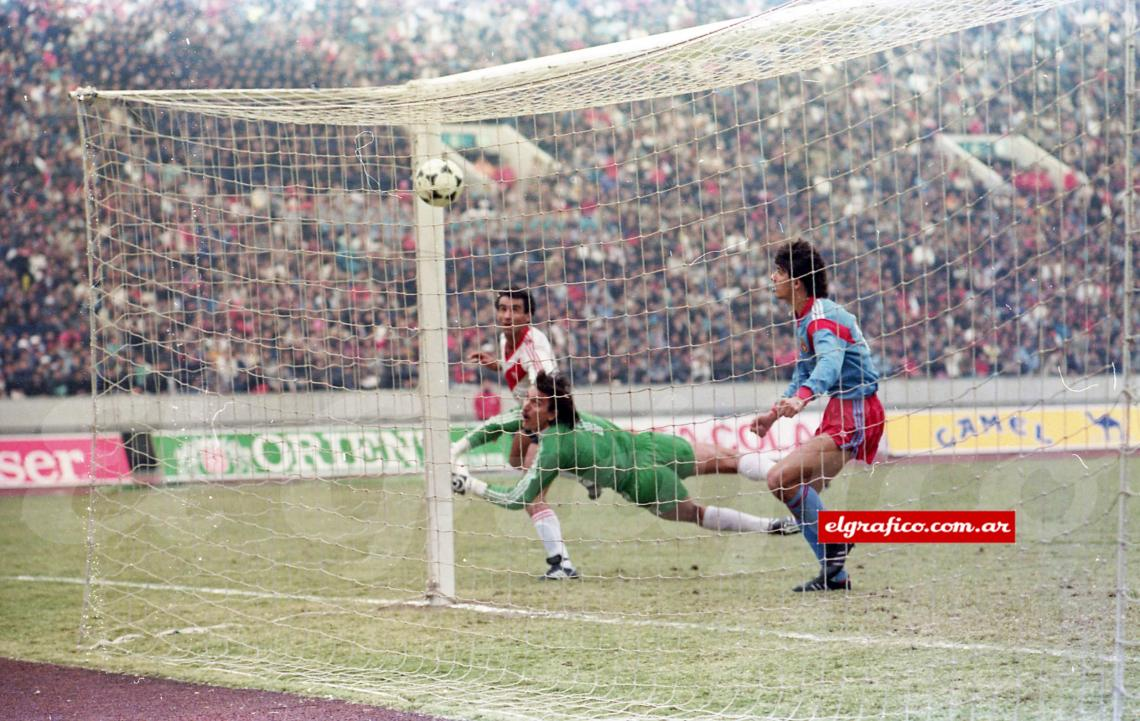
Il gol di Antonio Alzamendi

L'incontro, disputato a Tokyo, vide la formazione rioplatense impostare fin dalle prime battute una partita molto fisica, ai limiti della scorrettezza. I rumeni, privi di uno dei loro uomini più talentuosi, Bölöni, riuscirono a segnare con Belodedici, veloce a sfruttare un maldestro rinvio della difesa avversaria, ma il gol fu (erroneamente) annullato per fuorigioco. Il pericolo corso rivitalizzò il River, che grazie alle iniziative di Funes si portò in vantaggio dopo 28 minuti: da un fallo subito dall'ala argentina il pallone arrivò all'attaccante uruguayano Alzamendi, che dopo aver tirato addosso al portiere Stângaciu fu fortunato a raccogliere il rimpallo insaccando di testa.
A nulla valsero le iniziative della Steaua (affidate principalmente alla buona vena dell'ala Lăcătuș), che non riuscì a recuperare lo svantaggio. Il River Plate conquistò così il primo alloro nella manifestazione intercontinentale, riportando la coppa in Sud America dopo solo un anno, e Alzamendi, autore della rete decisiva, fu premiato come miglior giocatore della finale.
Nel 2017, la FIFA ha equiparato i titoli della Coppa del mondo per club e della Coppa Intercontinentale, riconoscendo a posteriori anche i vincitori dell'Intercontinentale come detentori del titolo ufficiale di "campione del mondo FIFA", inizialmente attribuito soltanto ai vincitori della Coppa del mondo per club.

## Tabellino
| Arbitro: | José Martínez |

|  |           |               |
|  | Marcatori | 28’ Alzamendi |

| Steaua Bucarest | River Plate |

| Steaua Bucarest   |    |                     |  |     |
|                   |    |                     |  |     |
| P                 | 1  | Dumitru Stingaciu   |  |     |
| D                 | 2  | Ștefan Iovan        |  | (C) |
| D                 | 6  | Miodrag Belodedici  |  |     |
| D                 | 4  | Adrian Bumbescu     |  |     |
| D                 | 11 | Anton Weissenbacher |  |     |
| C                 | 3  | Ilie Bărbulescu     |  | 70’ |
| C                 | 5  | Tudorel Stoica      |  |     |
| C                 | 8  | Lucian Bălan        |  |     |
| C                 | 10 | Gavril Balint       |  |     |
| A                 | 7  | Marius Lăcătuș      |  |     |
| A                 | 9  | Victor Pițurcă      |  |     |
| Sostituzioni:     |    |                     |  |     |
| C                 | 14 | Mihail Majearu      |  | 70’ |
| Allenatore:       |    |                     |  |     |
| Anghel Iordănescu |    |                     |  |     |

| River Plate          |    |                      |  |     |
|                      |    |                      |  |     |
| P                    | 1  | Nery Pumpido         |  |     |
| D                    | 4  | Jorge Gordillo       |  |     |
| D                    | 2  | Nelson Gutiérrez     |  |     |
| D                    | 6  | Oscar Ruggeri        |  |     |
| C                    | 3  | Alejandro Montenegro |  |     |
| C                    | 8  | Héctor Enrique       |  |     |
| C                    | 5  | Américo Gallego      |  | (C) |
| C                    | 10 | Norberto Alonso      |  |     |
| C                    | 11 | Roque Alfaro         |  | 68’ |
| A                    | 7  | Antonio Alzamendi    |  |     |
| A                    | 9  | Juan Funes           |  |     |
| Sostituzioni:        |    |                      |  |     |
| C                    | 14 | Daniel Sperandío     |  | 68’ |
| Allenatore:          |    |                      |  |     |
| Héctor Rodolfo Veira |    |                      |  |     |